# Operation Councillor
1941

Versenkung der Force Z 
1942

C –
Ironclad 
1944

Diplomat –
Cockpit –
Transom –
Councillor –
Pedal –
Crimson –
Banquet –
Light –
Millet –
Outflank –

ab 22. Nov. als British Pacific Fleet Robson 
1945

Lentil –
Meridian –
Suffice –
Stacey –
Transport –
Onboard –
Penzance –
Passbook –
Sunfish –
Bishop –
Dukedom –
Mitre –
Irregular –
Balsam –
Bedlam Green –
Collie –
Livery –
Jurist –
Tiderace
Die Operation Councillor  war ein vorgetäuschter, trägergestützter Luftangriff der britischen Eastern Fleet unter Admiral Sir James Somerville auf Ziele auf der Insel Sumatra in Niederländisch-Ostindien und Sabang in Malaya im japanisch besetzten Südostasien während des Pazifikkriegs im Zweiten Weltkrieg. Den japanischen Streitkräften sollte damit der Eindruck vermittelt werden, dass am Morgen des 12. Juni 1944 ein Luftangriff auf Sabang stattfinden sollte.
Die US-Marine hatte eine Ablenkungsoperation angefordert, um dabei zu helfen, die Anfangsphase des Angriffs auf Saipan in den Marianen zu verschleiern, die für Mitte Juni 1944 geplant war. Für diese als Operation Councillor bezeichnete Aktion waren der Flugzeugträger Illustrious und der Geleitflugzeugträger Atheling vorgesehen. Zur Deckungsflotte gehörten die Leichten Kreuzer Ceylon, Gambia und Phoebe, sowie die Zerstörer Quilliam, Quality, Racehorse, Rapid und Relentless. Am 10. Juni verließ die Force 68 Trincomalee auf Ceylon.
Um den Eindruck zu erwecken, dass eine britische Trägergruppe im Begriff sei, einen Angriff zu starten, nahm das britische U-Boot Surf eine Position rund 480 Kilometer westlich von Sabang ein und sendete am Abend des 11. Juni falsche Signale,
Die Atheling sollte als Ersatz- und Notfalldeck für die Illustrious operieren, wurde jedoch als zu langsam befunden, da zwischen den beiden Schiffen ein Geschwindigkeitsunterschied von 12 Knoten bestand. Die Operation beinhaltete allerdings keinen tatsächlichen Luftangriff. Während der Einsatzfahrt wurden durchgehend Flugübungen ausgeführt. Am 11. Juni gingen dabei zwei Kampfflugzeuge der Illustrious durch Unfälle verloren.
Die Force 68 kehrte am 13. Juni nach Trincomalee zurück.